# Porzuna (kommunhuvudort)
Porzuna är en kommunhuvudort i Spanien.   Den ligger i provinsen Provincia de Ciudad Real och regionen Kastilien-La Mancha, i den centrala delen av landet, 150 km söder om huvudstaden Madrid. Porzuna ligger 649 meter över havet och antalet invånare är 3 978.
Terrängen runt Porzuna är kuperad norrut, men söderut är den platt. Runt Porzuna är det mycket glesbefolkat, med 7 invånare per kvadratkilometer. Närmaste större samhälle är Piedrabuena, 12,4 km söder om Porzuna. Omgivningarna runt Porzuna är i huvudsak ett öppet busklandskap.